# Kloster Pontaut
Das Kloster Pontaut (lat. Pons altus) ist eine ehemalige Zisterzienserabtei in der Gemeinde Mant im Département Landes, Region Nouvelle-Aquitaine, in Frankreich, in der Landschaft Brie.

## Geschichte

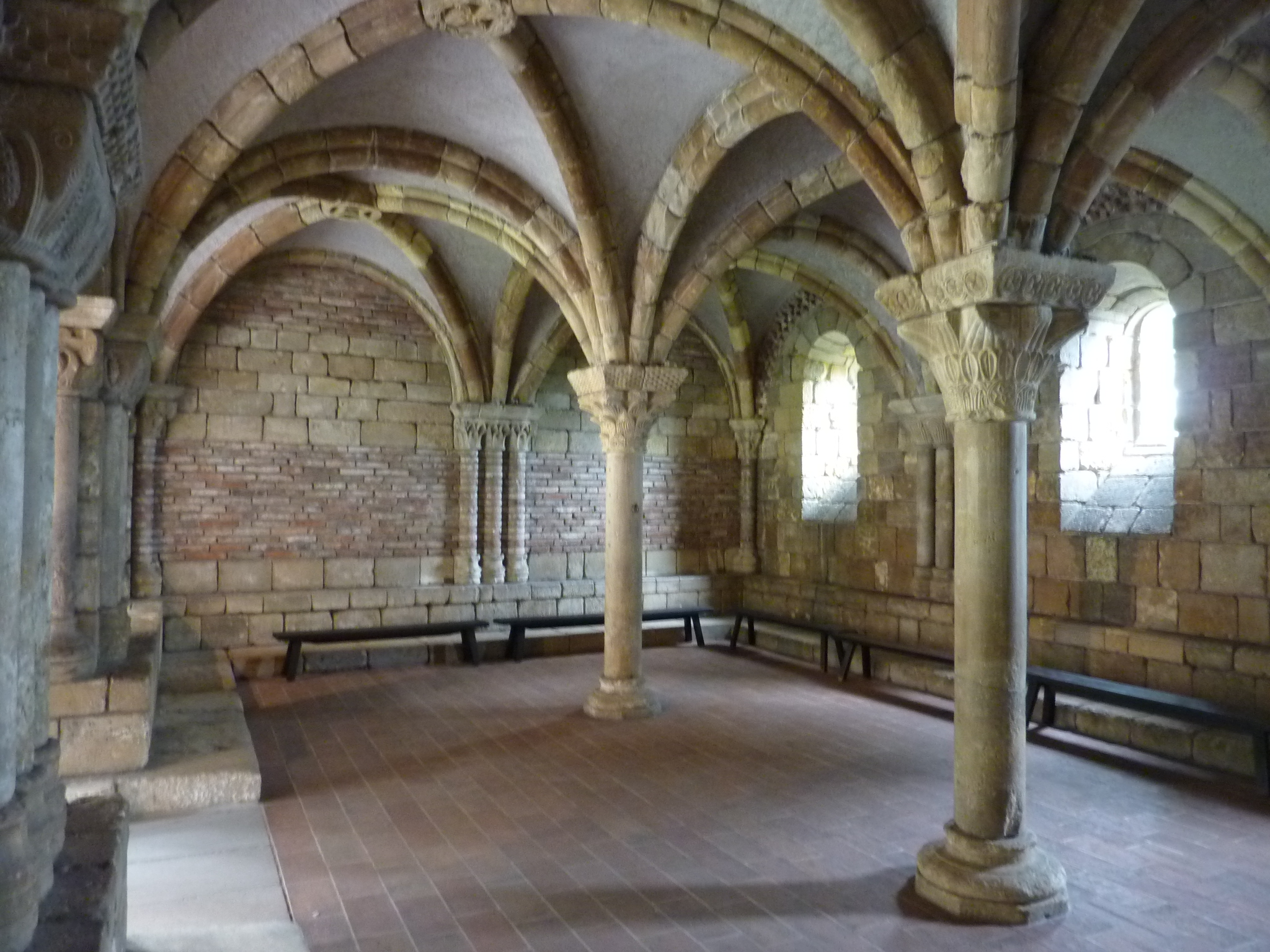
Der Kapitelsaal in The Cloisters

Das Kloster wurde 1115 von dem erst 1162 dem Zisterzienserorden beigetretenen Kloster Dalon aus gegründet und schloss sich im Jahr 1151 als Tochter von Kloster Jouy in der Filiation der Primarabtei Pontigny dem Zisterzienserorden an. In den Religionskriegen wurde Pontaut 1569 von den Hugenotten zerstört. Während der Französischen Revolution fand das Kloster 1791 sein Ende. 1935 stürzte der als Schweinestall benutzte Kapitelsaal ein. Anschließend wurde die Anlage an einen Pariser Antiquar veräußert, der den Kapitelsaal in Marly-le-Roi wieder aufstellen ließ. Dort erwarb ihn das Metropolitan Museum of Art in New York und stellte ihn in The Cloisters wieder auf. Architekturteile des Kreuzgangs gelangten in das Toledo Museum of Art in Toledo (Ohio).

## Bauten und Anlage
In Pontaut stehen noch die Fassade der Klosterkirche mit einem spitzbogigen Portal, zwei hohen vermauerten Rundbogenfenstern und einer kleinen Rosette sowie ein weiteres Gebäude aus Ziegeln (möglicherweise das Krankenhaus). Die Gebäude werden landwirtschaftlich genutzt.